# Seguin (Teksas)
Seguin – miasto w Stanach Zjednoczonych, w stanie Teksas; siedziba hrabstwa Guadalupe. Odnotowuje szybki rozwój, z szacowaną populacją 38,8 tys. mieszkańców w 2024 roku – znaczący wzrost w porównaniu do 29,4 tys. w 2020 r. Większość (57,3%) mieszkańców to Latynosi. Jest częścią obszaru metropolitalnego San Antonio.

## Historia
Jego pierwotna nazwa brzmiała Walnut Springs, ale została zmieniona zaledwie 6 miesięcy później, aby uhonorować weterana San Jacinto, a następnie senatora Republiki Teksasu, Juana Seguína.
Pierwszym sędzią okręgowym był Michael H. Erskine. Miasto zostało założone w 1853 r., a samorząd miejski został zorganizowany pod przewodnictwem burmistrza Johna R. Kinga, aż do wyborów, które odbyły się pod koniec tego samego roku, a wybranym burmistrzem został John D. Anderson.
W 1857 roku Frederick Law Olmsted, później znany jako architekt krajobrazu nowojorskiego Central Parku, podróżował po Teksasie, pisząc komunikaty do New York Times. Olmsted opisał miasto jako „najpiękniejsze miasto w Teksasie”
Historyczne miejsce Wilson Pottery znajduje się przy Capote Road, niedaleko Seguin. Ceramika była pierwszym odnoszącym sukcesy biznesem w Teksasie, który był własnością i był obsługiwany przez uwolnionych niewolników, począwszy od 1869 roku.
Podczas Rekonstrukcji uwolnieni niewolnicy w Seguin zorganizowali własną kongregację, Drugi Kościół Baptystów, a w 1876 roku szkołę, która stała się znana jako Szkoła Lincolna. W 1887 roku założyli Guadalupe College. Instytucje te powstały z pomocą wielebnego Leonarda Ilsleya, abolicjonistycznego ministra z Maine, ale ich przywódcą został William Baton Ball, który sam był byłym niewolnikiem, żołnierzem Unii podczas wojny secesyjnej i byłym żołnierzem Buffalo. Pomagał mu jego przyjaciel i dobroczyńca George Brackenridge z San Antonio. (Główne budynki Guadalupe College spłonęły z powodu awarii kotła podczas przejmującej mroźnej nocy w 1936 roku.)
John Ireland był burmistrzem Seguin w 1858 r. Wybrany 18. gubernatorem Teksasu w latach 1883–1887, odegrał ważną rolę w budowie Kapitolu stanu Teksas - nalegał na użycie rodzimego kamienia, czerwonego granitu z Hill Country, zamiast importowanego wapienia. z Indiany. Przewodniczył także otwarciu University of Texas w Austin.

## Edukacja
Edukacja była ważna dla miasta. W 1849 r. założono szkołę. Pierwsza szkoła powstała w 1850 roku; spłonęła i wkrótce została zastąpiona dwukondygnacyjnym budynkiem z wapienia. Ta szkoła średnia Guadalupe, obecnie część szkoły parafialnej św. Jakuba, została uznana  w 1962 r. za najstarszy nieprzerwanie używany budynek szkolny w Teksasie.
Miasto jest obsługiwane przez Niezależny Okręg Szkolny Seguin, do którego uczęszcza około 8000 uczniów w 14 szkołach:
- Ball Early Childhood Centre
- Jefferson
- Koennecke
- McQueeney
- Patlan
- Rodriguez
- Vogel
- Weinert Elementary
- Joe F. Saegert 6th Grade
- A.J. Briesmeister Middle School
- Jim Barnes Middle School
- Seguin High
- Lizzie M. Burges Alternate
- Mercer-Blumberg Learning Center.

Drużyna piłkarska Matadors z Seguin High cieszy się tradycyjną rywalizacją z drużyną Unicorns z New Braunfels H.S. mającą swój początek w od 1923 roku, co czyni ją pretendentem do najdłuższej serii meczów piłkarskich w kraju.

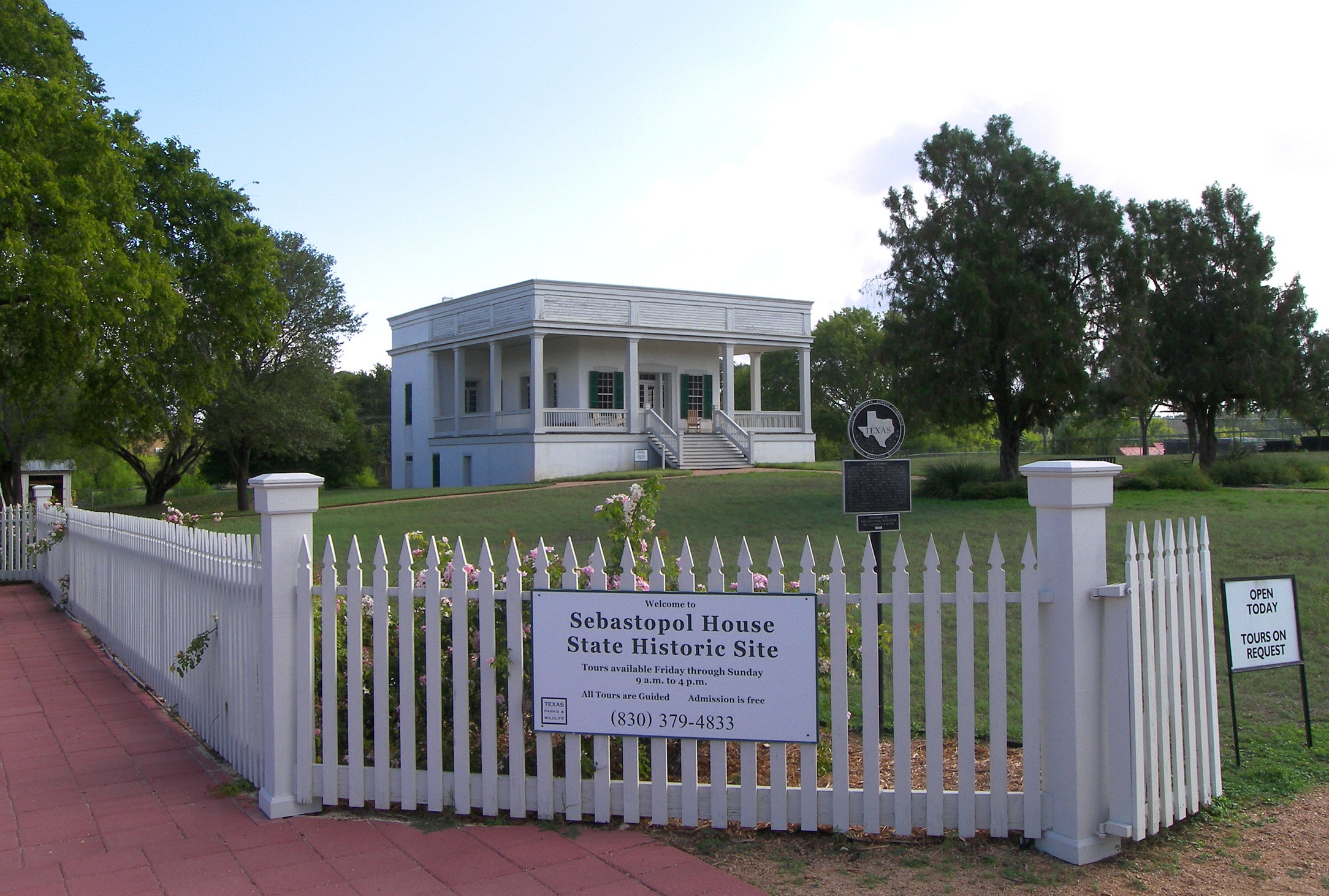
Sebastopol House, jeden z najstarszych i najlepiej zachowanych betonowych budynków na zachód od rzeki Missisipi

## Atrakcje
- Park rozrywki ZDT - rodzinny park rozrywki. Odnowione stuletnie struktury agrobiznesu zapewniają najwyższy kryty plac zabaw w Teksasie z tunelami i zjeżdżalniami, wspinaczką po ścianach po dawnych silosach i jazdą gokartami przez i na dachu starego magazynu, a także nowoczesny zrzut spadochronowy i przejażdżkę po wodzie. Nowa drewniana kolejka górska w starym stylu, zwana Switchback, została otwarta w 2015 roku.
- Jeden ocalały betonowy dom, Dom Sebastopol; zbudowany w 1856 roku, jest punktem orientacyjnym Komisji Historycznej Teksasu i znajduje się w Krajowym Rejestrze Miejsc Historycznych ze względu na niezwykłą konstrukcję z wapienia i styl architektoniczny.
- „Największy orzech pekan świata” to betonowy orzech o długości 5 stóp i szerokości 2,5 stopy, wzniesiony w 1962 r.; znajduje się przed budynkiem sądu hrabstwa. Hrabstwo jest dużym producentem orzechów pekan i często nazywa się „Pecan Capital of Texas”. Seguin został opisany jako „duży sad orzechowy z małym miasteczkiem”. Nowa rzeźba w kształcie pekana, 4 stopy dłuższa od poprzedniego rekordzisty, została odsłonięta 4 lipca 2011 r., aby zapewnić jej miejsce jako „Największy na świecie”. Można go zobaczyć w Texas Agricultural Education and Heritage Centre. Oryginalny i wciąż fotogeniczny „duży orzesznik” pozostaje w centrum miasta.Texas Theatre, zaprojektowany przez Marvina Eickenrohta, został otwarty w 1931 roku, odrestaurowany i ponownie otwarty w 2011 roku.

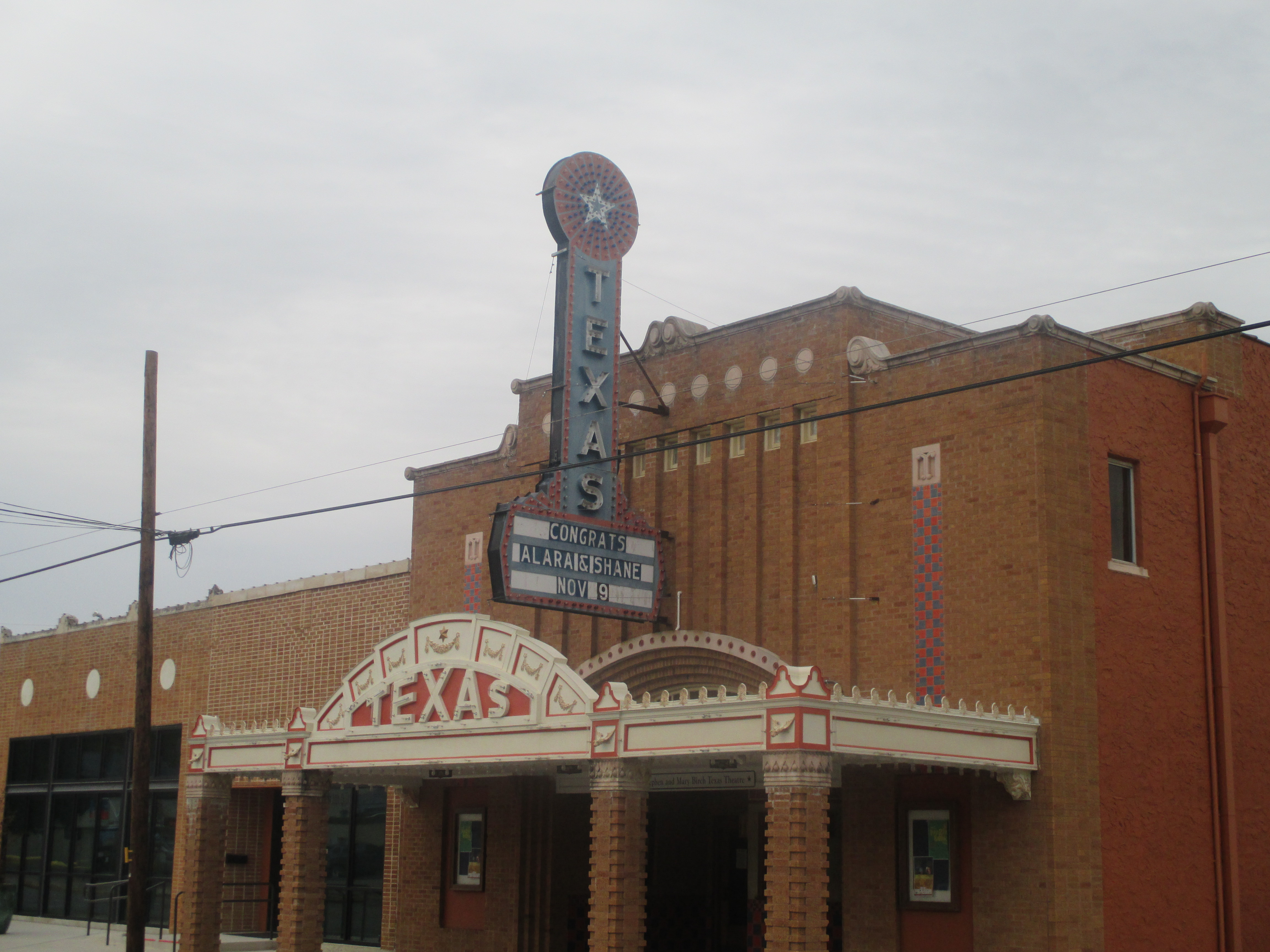
Texas Theatre, zaprojektowany przez Marvina Eickenrohta, został otwarty w 1931 roku, odrestaurowany i ponownie otwarty w 2011 roku.

- Texas Theater - został zaprojektowany przez Marvina Eichenrohta, „miejscowego chłopca” z dyplomem MIT. Pięknie odrestaurowany budynek przedstawia różne materiały, w tym fantazyjne cegły, kolorowe kafelki, bogate drewno i tkaniny, mosiężne elementy wyposażenia i abażury z miki. Pionowy znak z napisem T E X A S i migająca samotna gwiazda na górze są otoczone pościgowymi światłami, wspaniały przykład spektakularnego oznakowania z epoki sprzed przejęcia neonu.
- Najstarszy zachowany kościół protestancki w Teksasie, zbudowany w 1849 roku na konferencję metodystów, przetrwał starsze kościoły stanowe utracone przez burze, pożary i postęp (zburzone, aby zrobić miejsce dla nowszych, większych).
- Pape's Pecan House and Nutcracker Museum prezentuje największą na świecie kolekcję dziadków do orzechów z Niemiec, Indii i całego świata. Sprzedawane są odmiany miejscowych orzechów łuskane i niełuskane oraz cukierki.
- Heritage Museum – artefakty z paleo-indyjskich stanowisk archeologicznych, wystawa na Wilson Pottery (pierwszy biznes w Teksasie z powodzeniem prowadzony przez byłych niewolników po wojnie secesyjnej), przechowuje skrzynie z innymi historycznymi zbiorami ilustrującymi bogactwo tego obszaru i dziedzictwo wieloetniczne; znajduje się w centrum miasta
- Park West - park o powierzchni 47 akrów obejmuje boiska lekkoatletyczne, skatepark, plac zabaw, boisko do koszykówki, park wodny, pawilon grupowy, schroniska piknikowe i ścieżki przyrodnicze.

## Coroczne wydarzenia
- Styczeń: Dzień Martina Luthera Kinga, pokaz mody i uroczysty marsz.
- Marzec: Dzień Niepodległości Teksasu w Sewastopolu.
- Kwiecień: „Relay for Life"- uhonorowanie tych, którzy walczą z rakiem i zbierajanie funduszy na znalezienie lekarstwa.
- Lipiec: „Freedom Fiesta" - muzyka, jedzenie, budki z napojami, karnawałowe przejażdżki, uliczne tańce.
- Październik: „Guadalupe County Fair" & „PRCA Rodeo" - profesjonalne rodeo i tańce. Wystawy bydła i roślin uprawnych, konkurs fotograficzny, rękodzieło.
- Październik: „Pecan Fest" & „Heritage Days" - konkurs „Official Pecan Pie of Texas”, konkursy kostiumów i rzeźbienia w dyni, parada Hats Off to Juan Seguin i konkurs kapeluszy.
- Grudzień: „Heritage Tour of Homes" - domy prywatne z historycznego miasta dzielą się swoim pięknem i dumą.

## Znani ludzie
- John Ireland, gubernator Teksasu (od 1883 do 1887 roku)
- Sam Flores, pedagog, działacz polityczny
- Nanci Griffith, zdobywczyni nagrody Grammy, wokalistka, gitarzystka i autorka tekstów
- Joel Nestali Martinez, wybrany w 1992 r. Biskupem Zjednoczonego Kościoła Metodystów
- Shelley Mayfield, zawodowa golfistka i projektantka torów
- Ben McCulloch, generał Konfederacji, zabity w akcji
- Henry McCulloch, generał Konfederacji
- José Antonio Navarro, sygnatariusz Deklaracji Niepodległości Teksasu (1836 r.)
- Zachary Selig, artysta, autor, spirytysta
- Max Starcke, burmistrz Seguin i wieloletni szef LCRA, 1884–1972 ???
- Ferdinand C. Weinert, przedstawiciel stanu, senator stanu, sekretarz stanu (1893–1913)
- Rudolph Weinert, 1936–1963 senator stanu
- Janice Woods Windle, autorka powieści historycznych
- Harry Wurzbach, członek Izby Reprezentantów USA (1921-1929)

## Miasta partnerskie
- Millicent, Australia
- Vechta, Niemcy
- San Nicolás de los Garza, Meksyk